# حمودة بن سلامة
حمودة بن محمد بن سلامة (23 أفريل 1943-) ، سياسي وطبيب وحقوقي ووزير تونسي سابق.

## حياته المهنية
يمتهن بن سلامة الطب الباطني وقد اشتغل لفترة في مستشفى شارل نيكول وفي عدد من جهات البلاد. ساهم في تأسيس الجمعية العامة للأطباء بالبلاد التونسية التي كان أول من تولى أمانتها العامة كما شغل خطة أمين عام اتحاد الأطباء العرب بين 1978 و1986.

## في مجال حقوق الإنسان
كان عام 1977 من مؤسسي الرابطة التونسية للدفاع عن حقوق الإنسان وانتخب عام 1982 أمينا لها.

## في السياسة
ساهم بن سلامة في تأسيس حركة الديمقراطيين الاشتراكيين (حدش) المعارضة عام 1978 وبقي منتميا إليها حتى 1983. بعد حركة 7 نوفمبر 1987 التحق ضمن مجموعة من المعارضين السابقين بالتجمع الدستوري الديمقراطي الحاكم وانتخب نائبا عنه في الانتخابات الجزئية عام 1988 ثم على رأس قائمته في دائرة تونس 1 في انتخابات أفريل 1989. دخل الحكومة في 12 أفريل 1988 ككاتب دولة لدى وزيرة الصحة سعاد اليعقوبي الوحشي وبقي محافظا على المنصب حتى التغيير الحكومي الذي طرأ في 27 جويلية 1988. في 11 أفريل 1989 عين وزيرا للشباب والرياضة خلفا لعبد الحميد الشيخ واستمر على رأس الوزارة حتى إقالته في 20 فيفري 1991 على خلفية تصلب النظام بعد وصول علاقته مع حركة النهضة لمرحلة اللارجعة. بقي بن سلامة بعيدا عن الساحة السياسية طوال بقية عهد بن علي ولم يعد للأضواء إلا بعد الثورة.
حاول بن سلامة من موقعه كمستقل لعب دور الوسيط اثناء الأزمة السياسية التي عرفتها تونس بين 2012 و2013 فعيّن منسقا عاما للجنة التحقيق التي شكلت بعد حادثة الاعتداء على النقابيين في مقر الاتحاد العام التونسي للشغل ، وفي فيفري 2013 اختير ليكون أحد أعضاء مجلس حكماء تونس الاستشاري المشكل حديثا. قدم بن سلامة ترشحه للرئاسيات إلى الهيئة العليا المستقلة للانتخابات في 22 سبتمبر 2014  بعد حصولة على تزكية 13 نائبا ينتمون كلهم إلى كتلة النهضة ، وقد تواترت أنباء عن نية الحركة تأييده رسميا إلا أنها قررت في الأخير عدم مساندة أي مرشح خصوصا بعد ضغط جزء من قواعدها لتأييد الرئيس المؤقت المنصف المرزوقي. تحصل على 0.18 % من الأصوات ولم يدعم ايا من المرشحين في الدور الثاني.

## وصلات خارجية
- موقعه الرسمي